# Iglesia de Nuestra Señora de la Asunción (Laguna de Duero)
La iglesia de Nuestra Señora de la Asunción es un templo católico ubicado en la localidad de Laguna de Duero , Provincia de Valladolid, Castilla y León, España.

## Historia

### Antigua iglesia
En la ubicación de la actual iglesia hubo una anterior que constaba en los archivos de la catedral de Valladolid y que fue donada en el año 1135 por Ermengol VI de Urgel, conde de Urgel, que fue el nieto del conde Pedro Ansúrez. Posteriormente, en 1543, la iglesia es derribada por orden de Francisco de Mendoza. Solo se salvó la torre.

### Actual iglesia
En el siglo XVI, se levanta la actual iglesia, que es en estilo gótico con tres naves de bóveda de crucería. La mayor parte de la iglesia está construida con piedra, posiblemente procedente de las canteras de Campaspero. La torre se alza a la altura del crucero, y en su parte posterior es de ladrillo. El suelo de la iglesia es de mármol blanco. En su interior hay dos retablos de estilo rococó y el retablo mayor del siglo XVII, destacando "El Cristo de los Trabajos", del siglo XVII, en madera policromada, obra del escultor Gregorio Fernández.
El retablo mayor perteneció al convento de san Francisco de Valladolid. En 1674 se lo vendieron los frailes por el precio de 5000 reales. El ensamblador Blas Martínez de Obregón lo ajustó a su nuevo emplazamiento.Consta de banco, dos cuerpos, tres calles y ático. En el primero están las efigies de San Antonio de Padua y San Bernardino de Siena. En el segundo está San Buenaventura y un obispo. Estos cuatro lienzos son de Diego Valentín Díaz. Los dos del centro representan la Asunción de la Virgen y la Coronación, obras de Diego Díez Ferreras. En el ático hay un lienzo del Padre Eterno y Jesucristo.

## Torre-campanario

### Descripción
La torre de la iglesia se alza a una altura media. Tiene 2 escaleras de caracol en la cara norte, y un total de 4 pisos. Siendo el último hecho en ladrillo y el que contiene el conjunto actual de campanas.

### Campanas
En primer lugar nos encontramos con un campanillo pequeño sin inscripción alguna con un yugo de madera simple.
/en breves se continuará/

## Galería

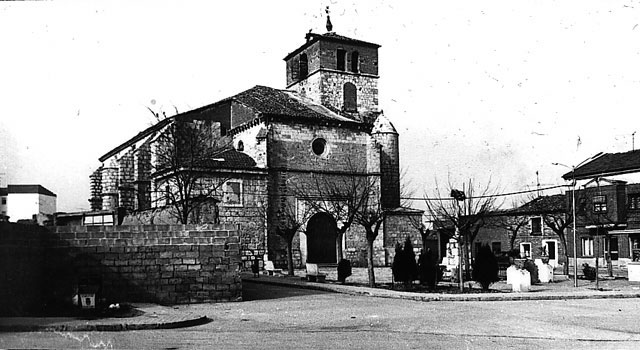
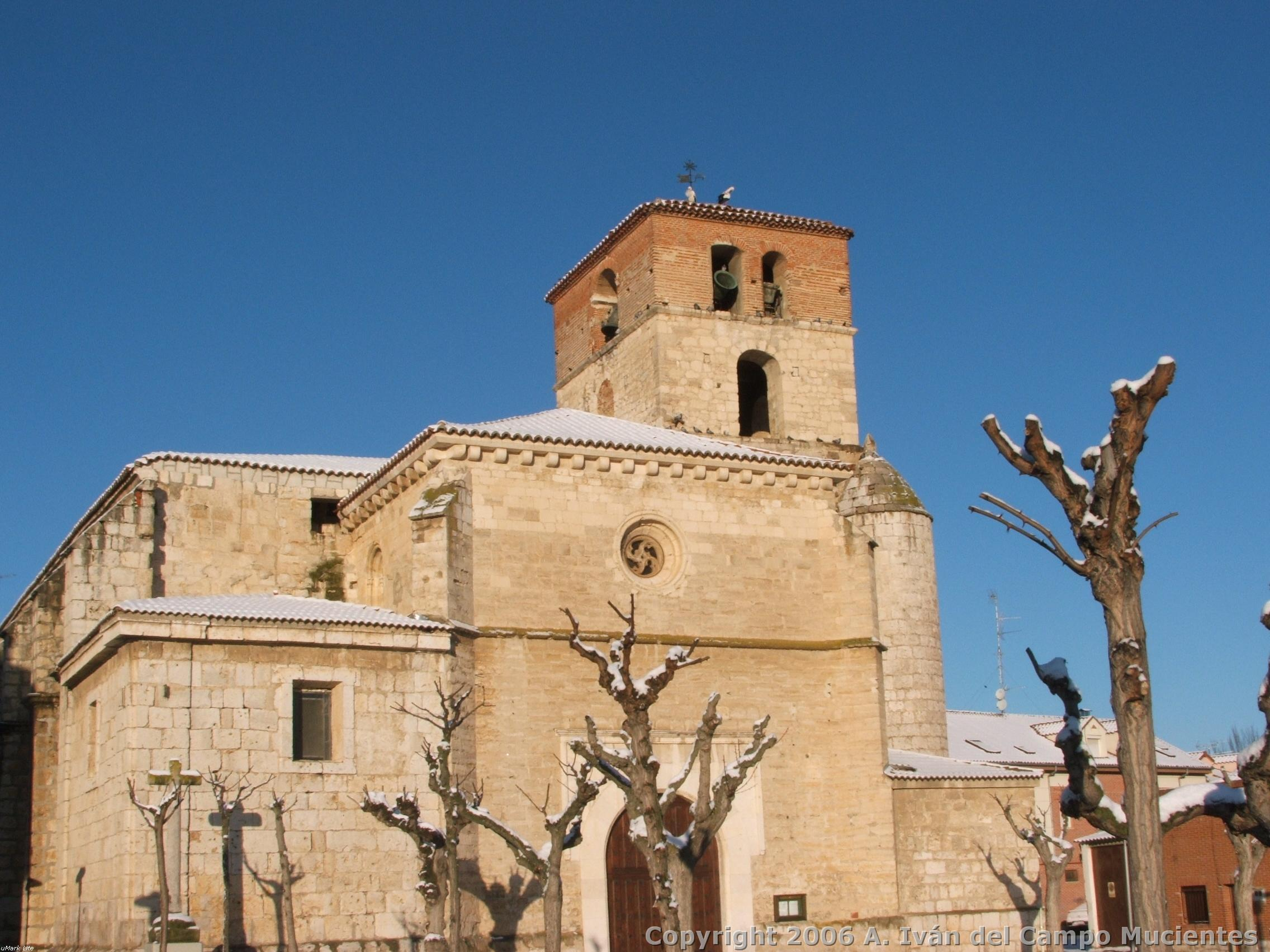
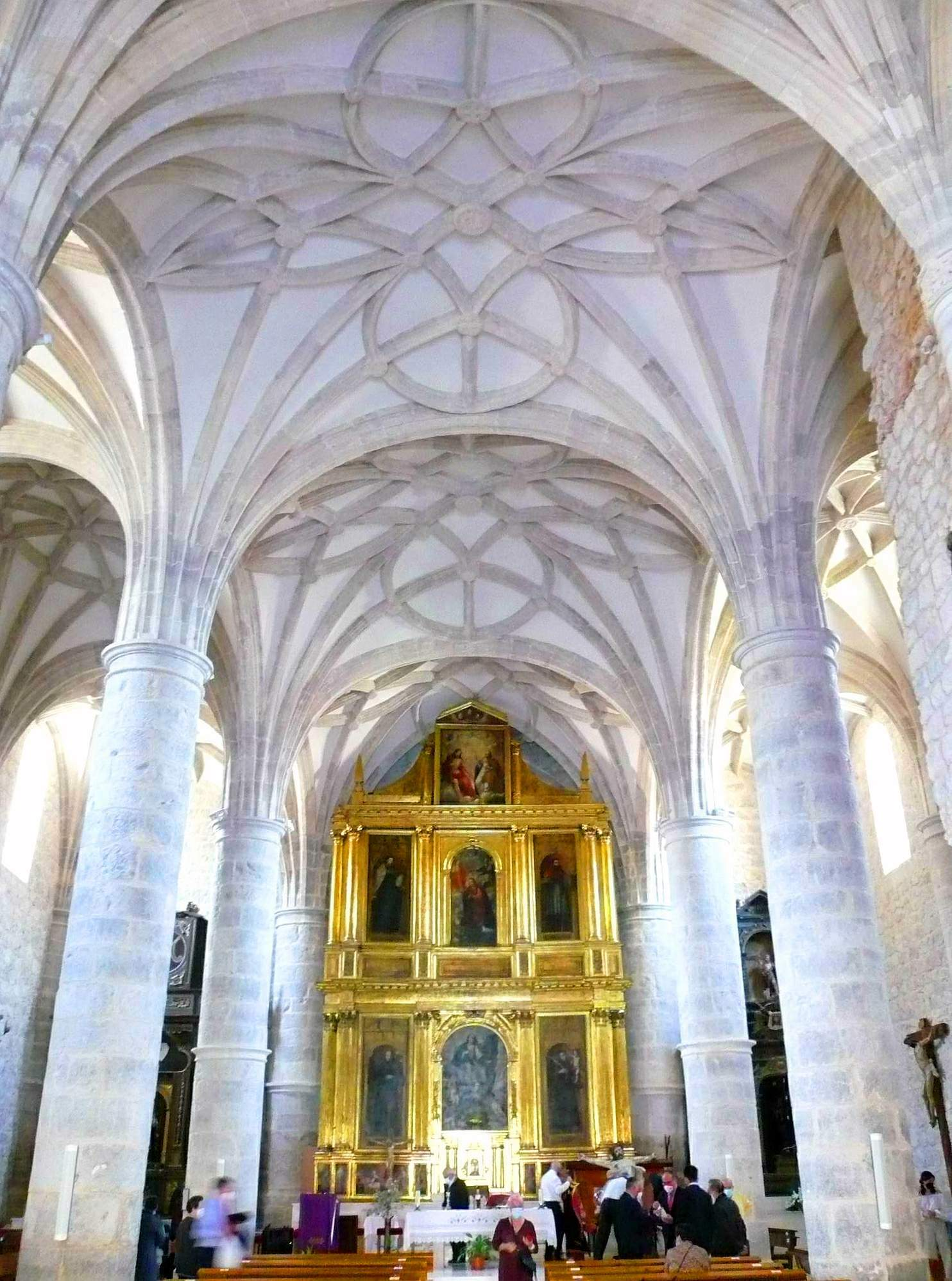
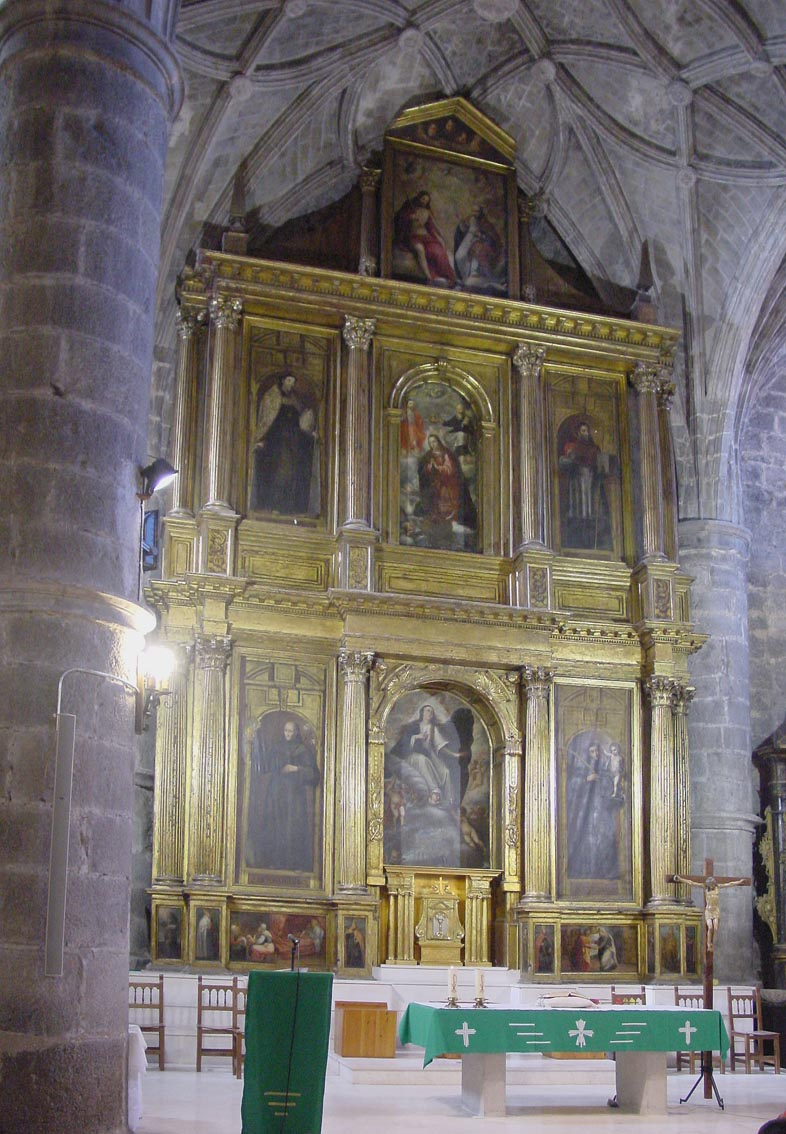
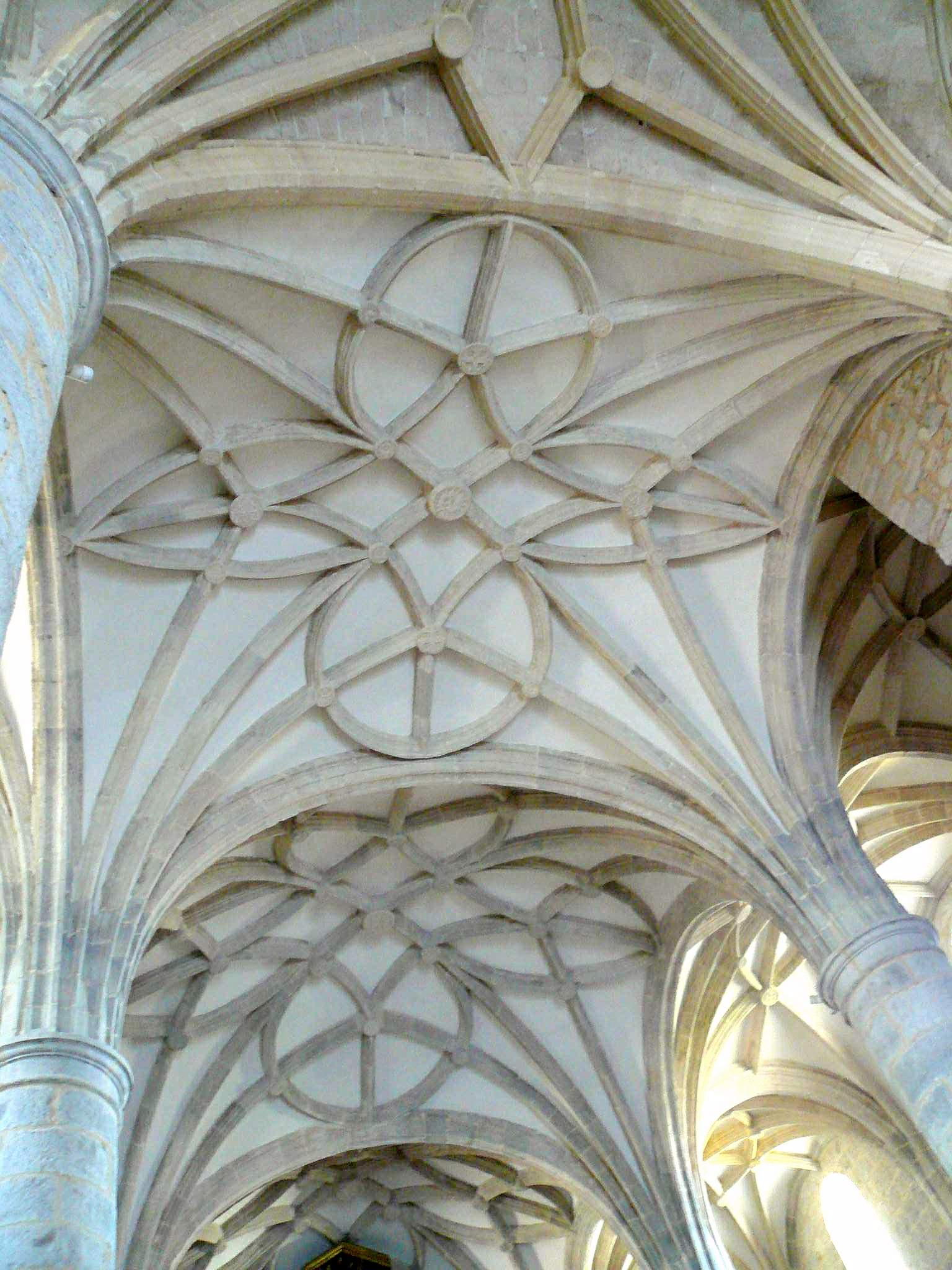
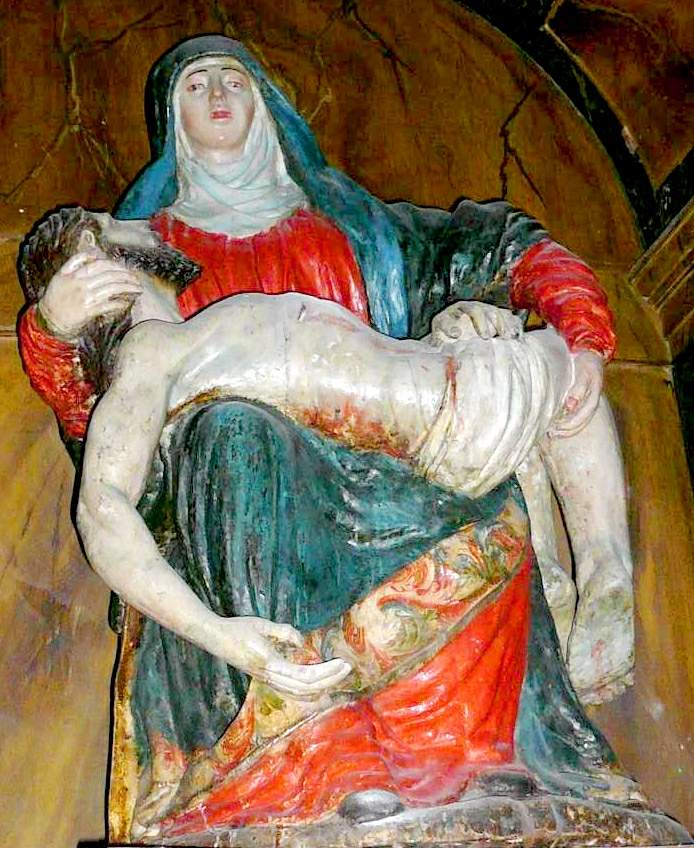